# Poigny
Poigny település Franciaországban, Seine-et-Marne megyében. Lakosainak száma 505 fő (2022. január 1.). Poigny Chalautre-la-Petite, Provins, Sainte-Colombe és Vulaines-lès-Provins községekkel határos.

## Népesség
A település népességének változása:
| Lakosok száma | 501  | 523  | 531  | 528  | 521  | 515  | 508  | 504  | 505  |
|               | 2013 | 2015 | 2016 | 2017 | 2018 | 2019 | 2020 | 2021 | 2022 |